# Nis Bøgvad
Nis Bøgvad (født 22. april 1966) er en dansk musiker og musikproducer, som er kendt som den ene halvdel af duoen Back to Back, som han dannede med Morten Remar i 1986. Han har siden arbejdet med musik på en lang række film og tv-produktioner.
Duoen slog igennem i 1989 med sangen "Jonathan", der blev et stort hit fra duoens andet album Crackstreet. Singlen "En Som Dig" fra bandet tredje album Gløder af håb (1991) blev ligeledes et stort hit. Efterfølgende gik duoen hver til sit, inden den i forbindelse med et opsamlingsalbum i 1999 genoptog samarbejdet. Efter Popfiction fra 2003 og efterfølgende koncerter stoppede den igen. Duoen er gået sammen igen i 2016 og er begyndt at spille offentligt igen.